# Mimetus ridens
Mimetus ridens là một loài nhện trong họ Mimetidae.
Loài này thuộc chi Mimetus. Mimetus ridens được miêu tả năm 1975 bởi Brignoli.